# مغان‌لی (آغ‌استفا)
مغان‌لی (به لاتین: Muğanlı) یک منطقه مسکونی در جمهوری آذربایجان است که در شهرستان آغستفا واقع شده است. مغان‌لی ۲۴۴۵ نفر جمعیت دارد.